# بردلی (کارولینای جنوبی)
بردلی(به انگلیسی: Bradley) شهری در ایالت کارولینای جنوبی کشور ایالات متحده آمریکا است که جمعیت آن در سرشماری سال ۲۰۱۰ میلادی، ۱۷۰ نفر بوده‌است.